# Allgemeine SS
Allgemeine SS (niem. Ogólna SS) – organizacja powstała w roku 1934, podczas rozbudowy struktur Schutzstaffel der NSDAP (SS), jako samodzielna formacja w ramach NSDAP  z Heinrichem Himmlerem jako Reichsführerem-SS.
W 1934 jednostki administracyjne SS przyjęły nazwę Allgemeine SS (zwane także Heimat SS oraz Schwarze SS), w celu odróżnienia ich od SS-Totenkopfverbände (załogi obozów koncentracyjnych) i SS-Verfügungstruppe (późniejsze Waffen-SS).